# Ceuthothrips timuqua
Ceuthothrips timuqua är en insektsart som beskrevs av Ian A. Hood 1938. Ceuthothrips timuqua ingår i släktet Ceuthothrips och familjen rörtripsar. Inga underarter finns listade i Catalogue of Life.